# MF Bunko J
MF Bunko J (MF文庫J?) è un'etichetta editoriale giapponese appartenente alla Media Factory. L'azienda è stata fondata nel luglio 2002 e produce light novel che mirano a un pubblico maschile di giovane età, con una particolare attenzione alle trame in stile visual novel e alle commedie romantiche di genere harem.

## Alcune light novel pubblicate dalla MF Bunko J
- Castigo Celeste XX Angel Rabbie
- Chocott Sister: Four Seasons
- Divergence Eve
- Gad Guard
- Godannar
- Gravion Zwei
- Haganai - I Have Few Friends
- Hidan no Aria
- Il conte di Montecristo
- Infinite Stratos
- Kämpfer
- Kanokon
- Kimi ga nozomu eien
- KURAU Phantom Memory
- La voce delle stelle
- MM!
- Noein
- No Game No Life
- Oniichan dakedo ai sae areba kankeinai yo ne!
- Princess Maker 4
- RahXephon
- Re:Zero
- Soul Taker
- The Sacred Blacksmith
- Yomigaeru sora -RESCUE WINGS-
- Zero no tsukaima
- Zero no tsukaima gaiden - Tabasa no bōken